# آي شيل
آي شيل أو بالإنجليزية iShell هو اسم يُطلق على مجموعة من أدوات الويب شيل (Web Shell) التي تُستخدم لاختبار اختراق تطبيقات الويب واكتشاف الثغرات الأمنية فيها. تُستخدم هذه الأداة بشكل رئيسي من قبل محترفي الأمن السيبراني لاكتشاف الثغرات التي قد تكون عرضة للاستغلال من قبل المهاجمين. يمكن أيضًا أن يُستغل iShell من قبل المهاجمين لاختراق الخوادم المتأثرة والوصول إلى بيانات حساسة. تُعد iShell من الأدوات القوية في مجال اختبار الاختراق بسبب قدرتها على تنفيذ أوامر النظام، تحميل الملفات، والتنقل بين الملفات على الخوادم المتأثرة.

## مكونات iShell
تتكون iShell عادةً من ويب شيل يتم تحميله على الخادم المتأثر عبر ثغرة أمنية في تطبيق الويب. يمكن أن يتفاعل هذا الشيل مع الخادم ويمنح المهاجم أو المحلل الأمني القدرة على تنفيذ أوامر النظام. المكونات الرئيسية لـ iShell تشمل:
- الواجهة التفاعلية:

```
 تتيح للمهاجم أو المحلل الأمني تنفيذ أوامر على الخادم المتأثر.
```

- القدرة على تحميل الملفات:

```
 يُسمح للمهاجم بتحميل أدوات وبرامج ضارة على الخادم بعد استغلال الثغرات.
```

- الأوامر النظامية:

```
 يمكن تنفيذ أوامر مثل `ls` لعرض محتويات الملفات و`cat` لقراءة الملفات.
```

## كيفية عمل iShell
تبدأ عملية استغلال iShell عادةً من خلال اكتشاف ثغرة في تطبيق ويب يمكن من خلالها تحميل الشيل إلى الخادم. بمجرد تحميل الشيل، يصبح المهاجم قادرًا على تنفيذ أوامر على الخادم، مثل:
- عرض ملفات النظام.
- تنفيذ أوامر غير مصرح بها.
- تثبيت برامج ضارة أو أدوات إضافية.

## استخدامات iShell في اختبار الاختراق
تُستخدم iShell بشكل رئيسي في اختبار اختراق تطبيقات الويب لاكتشاف الثغرات الأمنية. يقوم المحلل الأمني بمحاكاة هجمات حقيقية للكشف عن كيفية استغلال الثغرات التي يمكن أن تؤدي إلى تثبيت iShell. ثم يقوم المحلل بتقييم أمان الخوادم المتأثرة. هذه الأدوات تساهم في تقييم قدرة الأنظمة على مقاومة الهجمات واستغلال الثغرات.

## المخاطر المرتبطة بـ iShell
استخدام iShell يفتح أبوابًا للمخاطر الأمنية الهامة إذا تم استغلالها من قبل المهاجمين. بعض هذه المخاطر تشمل:
- التحكم الكامل في الخادم:

```
 يمكن للمهاجمين الحصول على وصول غير مصرح به إلى الخوادم المتأثرة، مما يتيح لهم تنفيذ أوامر غير مشروعة.
```

- التخفي:

```
 يمكن أن يستخدم المهاجمون 
iShell
 لإخفاء أنشطتهم، مما يجعل تتبع الهجوم صعبًا.
```

- البرامج الضارة:

```
 قد يقوم المهاجمون بتثبيت برامج ضارة تضر بالبيانات أو تفتح ثغرات أخرى في النظام.
```

## طرق الوقاية من iShell
من أجل حماية الخوادم من الهجمات التي تستخدم أدوات مثل iShell, يجب على مديري النظام والمطورين اتباع بعض الإجراءات الوقائية، مثل:
- تحديث الأنظمة والتطبيقات بانتظام:

```
 تأكد من تطبيق التحديثات الأمنية والتصحيحات فور إصدارها.
```

- استخدام التحقق من المدخلات:

```
 يجب التأكد من أن المدخلات في التطبيق لا تحتوي على أكواد ضارة يمكن استغلالها.
```

- تقوية الخوادم:

```
 يجب تكوين الخوادم لمنع تحميل الملفات غير المصرح بها وتنفيذ الأوامر الضارة.
```

- استخدام جدران نارية:

```
 يمكن لجدران الحماية أن تمنع الهجمات وتحد من الوصول غير المصرح به.
```

## الخلاصة
iShell هي أداة اختبار اختراق تُستخدم لاكتشاف الثغرات في تطبيقات الويب. على الرغم من أنها يمكن أن تكون أداة مفيدة في تقييم الأمان، إلا أنها قد تكون سلاحًا قويًا في أيدي المهاجمين إذا لم يتم تأمين الأنظمة بشكل جيد. من خلال اتباع أساليب وقائية مثل تحديث الأنظمة واستخدام التحقق من المدخلات، يمكن تقليل المخاطر المرتبطة باستخدام هذه الأدوات.